# Kurzarbeit
Kurzarbeit je termín, který se používá pro dohodu mezi zaměstnanci, zaměstnavatelem a státem. Zaměstnancům se zkrátí pracovní doba a ušlý příjem jim doplatí stát. Zaměstnavatel se zaváže, že nikoho nepropustí. V rámci české legislativy se řeší v § 209 zákoníku práce a v § 115 zákona o zaměstnanosti. Dělí se dle toho, zda u zaměstnavatele existuje odborová organizace. Kurzarbeit fungoval v několika evropských zemích během ekonomické krize v roce 2009 nebo v průběhu pandemie koronaviru v letech 2020 a 2021.
Pro stát je hlavní výhodou, že nedojde ke zrušení pracovních míst. Toto opatření je většinou přechodné, časově omezené a zavádí se sektorově, aby nedošlo ke zvýhodnění individuálních firem, a aby nebyla porušena konkurenční rovnováha na trhu. Finanční podpora, kterou stát na kurzarbeit vynaloží, je tímto způsobem zhodnocena lépe, než kdyby stát vyplácel podporu a další sociální dávky nezaměstnaným přímo. Zaměstnancům poskytuje kurzarbeit finanční jistotu a možnost využít více volného času na rekvalifikaci, případně včasného hledání pracovního uplatnění v jiných odvětvích. Firmám umožňuje kurzarbeit přečkat krizové období bez ztráty kvalifikovaných pracovníků.

## Podmínky pro kurzarbeit
Dle českého práva může zaměstnavatel obdržet státní příspěvek v případě splnění následujících podmínek:
- zaměstnavatel nemůže zaměstnanci přidělovat práci na více než 20 % týdenní pracovní doby,
- uzavře vládou předschválenou dohodu s úřadem práce,
- již poskytuje zaměstnanci náhradu mzdy,
- zaváže se, že se zaměstnancem neukončí pracovní poměr.

## Z historie
Dohoda „kurzarbeit“ byla poprvé zavedena v roce 1910 s cílem udržení pracovních míst a kvalifikace dělníků při omezování těžby a zpracování draselných solí v Německu.
Později bylo toto podpůrné opatření využito i ve vyhlášce o podpoře v nezaměstnanosti (Verordnung über die Erwerbslosenunterstützung) z roku 1924 v Německu.

## Etymologie
Slovo kurzarbeit je německého původu a doslovný překlad znamená krátká (míněno zkrácená) práce. Ve slovanských jazycích (čeština, polština, slovenština) se většinou nepřekládá.